# Afanas'evo
Afanas'evo è una centro abitato della Russia europea centro-settentrionale, situata nella oblast' di Kirov; appartiene amministrativamente al rajon Afanas'evskij, del quale è il capoluogo.